# Danmarks Basketball Forbund
Danmarks Basketball-Forbund (DBBF) er et specialforbund under Danmarks Idræts-Forbund (DIF) for basketballspillende foreninger.
Forbundet er stiftet den 6. januar 1947 og blev optaget i DIF i 1951. Forbundet er desuden medlem af Federation Internationale de Basketball (FIBA).
Medlemstallet i klubberne under DBBF blev i 2016 opgjort til 12.886 .
De officielle danmarksmesterskaber for seniorer afvikles af DBBF i hhv. Dameligaen og Basketligaen.
Danmark har desuden både landshold for herrer og damer.

## Danske turneringer

### Danmarksmesterskaber
Der er blevet afholdt danmarksmesterskaber for både herrer og damer siden 1958. Fra 1960 til 1970 var der dog ingen landsdækkende række for damehold, og derfor intet DM.
Den mest vindende klub er SISU fra Gentofte, som p.t. (2007) har vundet 16 DM for damehold og 11 for herrehold.

### Pokalturnering
Der har været afholdt landspokalturnering for herrehold siden 1975 og for damehold siden 1977.
Den mest vindende klub er også her SISU, som p.t. (2007) har vundet 9 pokaltitler for både dame- og herrehold.

## Internationale mesterskaber mv.
Basketball har været på det olympiske program siden 1936, kvindebasketball dog først fra 1976. Det første verdensmesterskab for herrer under FIBA blev afholdt i 1950. Tre år senere kom det første VM for kvinder. Det første europamesterskab for mænd blev afviklet i 1935, mens kvinderne fik deres første mesterskab i 1938.
Danmarks bedste internationale resultat er, da herrelandsholdet i 2005 kvalificerede sig til den europæiske A-Division, og dermed kom blandt de 24 bedste nationer i Europa. I den efterfølgende kvalifikationsturnering til EM endte Danmark dog i nedrykningsspillet og røg tilbage til B-divisionen.

## Struktur
2017/2018.
| Danmarks turneringen | Danmarks turneringen              | Danmarks turneringen              | Danmarks turneringen              | Danmarks turneringen              | Danmarks turneringen              | Danmarks turneringen              | Danmarks turneringen              | Danmarks turneringen                | Danmarks turneringen      | Danmarks turneringen      |
| Level                | Mænd                              | Mænd                              | Mænd                              | Mænd                              | Mænd                              | Mænd                              | Mænd                              | Mænd                                | Kvinder                   | Kvinder                   |
| Level                | Øst                               | Øst                               | Øst                               | Øst                               | Vest                              | Vest                              | Vest                              | Vest                                | Øst                       | Vest                      |
| -------------------- | --------------------------------- | --------------------------------- | --------------------------------- | --------------------------------- | --------------------------------- | --------------------------------- | --------------------------------- | ----------------------------------- | ------------------------- | ------------------------- |
| 1                    | Basketligaen (8 hold)             | Basketligaen (8 hold)             | Basketligaen (8 hold)             | Basketligaen (8 hold)             | Basketligaen (8 hold)             | Basketligaen (8 hold)             | Basketligaen (8 hold)             | Basketligaen (8 hold)               | Dameligaen (6 hold)       | Dameligaen (6 hold)       |
|                      | ↓↑ 1 hold                         | ↓↑ 1 hold                         | ↓↑ 1 hold                         | ↓↑ 1 hold                         | ↓↑ 1 hold                         | ↓↑ 1 hold                         | ↓↑ 1 hold                         | ↓↑ 1 hold                           | ↓↑ fri tilmelding         | ↓↑ fri tilmelding         |
| 2                    | 1. division (7 hold)              | 1. division (7 hold)              | 1. division (7 hold)              | 1. division (7 hold)              | 1. division (7 hold)              | 1. division (7 hold)              | 1. division (7 hold)              | 1. division (7 hold)                | 1. division Øst (10 hold) | 1. division Vest (4 hold) |
|                      | ↓↑ 2 hold                         | ↓↑ 2 hold                         | ↓↑ 2 hold                         | ↓↑ 2 hold                         | ↓↑ 2 hold                         | ↓↑ 2 hold                         | ↓↑ 2 hold                         | ↓↑ 2 hold                           | ↓↑ fri tilmelding         | ↓↑ fri tilmelding         |
| 3                    | 2.division Øst Pulje 1 (6 hold)   | 2. division Øst Pulje 2 (6 hold)  | 2. division Øst Pulje 2 (6 hold)  | 2. division Øst Pulje 3 (6 hold)  | 2. division Vest (8 hold)         | 2. division Vest (8 hold)         | 2. division Vest (8 hold)         | 2. division Vest (8 hold)           | 2. division Øst (9 hold)  | 2. division Vest (6 hold) |
|                      | ↓↑ 4 hold                         | ↓↑ 4 hold                         | ↓↑ 4 hold                         | ↓↑ 4 hold                         | ↓↑ 4 hold                         | ↓↑ 4 hold                         | ↓↑ 4 hold                         | ↓↑ 4 hold                           | ↓↑ fri tilmelding         | ↓↑ fri tilmelding         |
| 4                    | 3. division Øst Pulje 1 (10 hold) | 3. division Øst Pulje 1 (10 hold) | 3. division Øst Pulje 2 (10 hold) | 3. division Øst Pulje 2 (10 hold) | 3. division Vest Pulje 1 (7 hold) | 3. division Vest Pulje 1 (7 hold) | 3. division Vest Pulje 2 (7 hold) | 3. division Vest Pulje 2 (7 hold)   | Serie 1 Øst (9 hold)      | Serie 1 Vest (6 hold)     |
|                      | ↓↑ 4 hold                         | ↓↑ 4 hold                         | ↓↑ 4 hold                         | ↓↑ 4 hold                         | ↓↑ 4 hold                         | ↓↑ 4 hold                         | ↓↑ 4 hold                         | ↓↑ 4 hold                           | ↓↑ fri tilmelding         | ↓↑ fri tilmelding         |
| 5                    | Serie 1 Øst Pulje 1 (7 hold)      | Serie 1 Øst Pulje 2 (7 hold)      | Serie 1 Øst Pulje 2 (7 hold)      | Serie 1 Øst Pulje 3 (7 hold)      | Serie 1 Nordjylland (10 hold)     | Serie 1 Vestjylland (6 hold)      | Serie 1 Østjylland (6 hold)       | Serie 1 Fyn og Sydjylland (10 hold) | Serie 2 Øst (9 hold)      |                           |
|                      | ↓↑ fri tilmelding                 |                                   |                                   |                                   |                                   |                                   |                                   |                                     |                           |                           |
| 6                    | Serie 2 Øst (11 hold)             | Serie 2 Øst (11 hold)             | Serie 2 Øst (11 hold)             | Serie 2 Øst (11 hold)             | Serie 2 Vest (9 hold)             | Serie 2 Vest (9 hold)             | Serie 2 Vest (9 hold)             | Serie 2 Vest (9 hold)               |                           |                           |
|                      | ↓↑ fri tilmelding                 |                                   |                                   |                                   |                                   |                                   |                                   |                                     |                           |                           |
| 7                    | Serie 3 Øst (6 hold)              | Serie 3 Øst (6 hold)              | Serie 3 Øst (6 hold)              | Serie 3 Øst (6 hold)              |                                   |                                   |                                   |                                     |                           |                           |
|                      | 154 hold                          | 154 hold                          | 154 hold                          | 154 hold                          | 154 hold                          | 154 hold                          | 154 hold                          | 154 hold                            | 59 hold                   | 59 hold                   |